# 扎蘇利亞 (蘇梅州)
50°50′57″N 33°53′47″E / 50.84917°N 33.89639°E
扎蘇利亞（羅馬化：Zasullia）是位於烏克蘭北部蘇梅州羅姆內區內德里海利夫市鎮的村莊。該村處於蘇拉河右岸，距離齊布連基1公里和布羅多克1.5公里，海拔高度148米，2001年人口735。